# The Indian Princess
The Indian Princess è un cortometraggio muto del 1910 diretto da Milton J. Fahrney. Fu uno dei numerosi western girati dal regista per la Nestor Film Company di David Horsley.

## Produzione
Il film fu prodotto dalla Nestor Film Company.

## Distribuzione
Distribuito dall'A.G. Whyte, una piccola compagnia attiva dal 1909 al 1910, il western - un cortometraggio a una bobina - uscì nelle sale cinematografiche USA l'11 maggio 1910.